# Rudolf Dieterle
Rudolf Dieterle (* 28. März 1851 in Elberfeld; † 1931) war ein deutscher Unternehmer und tschechisch-österreichischer Glasfabrikant.

## Leben und Wirken
Er war der Sohn des Webwarenfabrikanten Johann Rudolf Dieterle und dessen Ehefrau Maria Amalie. Er besuchte die Bürger-, Real- und Handelsschule und erhielt eine kaufmännische Ausbildung in der Glasindustrie durch Friedrich Siemens in Dresden. 1870 trat er in die Glasfabrik Friedrich Siemens ein und wurde 1879 Direktor des Werkes in der Stadt Neusattl bei Elbogen, aus der die AG für Glasindustrie hervorging, deren Vorstandsmitglied er bis Mai 1927 war. Außerdem war er Geschäftsführer der Glasfabriken in Kosten (Tschechoslowakei) und Graz, Mitbesitzer der Porzellanfabrik R. Kämpf GmbH, Grünlos bei Karlsbad und Mitglied des Aufsichtsrates der AG für Glasindustrie vorm. Friedrich Siemens. Daneben war Dieterle Mitbegründer des Europäischen Verbandes der Flaschenfabriken, Mitglied des Wirtschaftsverbandes für die Glasindustrie in der Tschechoslowakei und Ehrenmitglied des Arbeitgeberverbandes der Glasfabriken in der Tschechoslowakei. Er trug den Franz-Josefs-Orden.